# Wellston (Oklahoma)
Wellston és un poble dels Estats Units a l'estat d'Oklahoma. Segons el cens del 2000 tenia 825 habitants.

## Demografia
Segons el cens del 2000, Wellston tenia 825 habitants, 338 habitatges, i 225 famílies. La densitat de població era de 234,2 habitants per km².
Dels 338 habitatges en un 36,4% hi vivien nens de menys de 18 anys, en un 48,5% hi vivien parelles casades, en un 14,8% dones solteres, i en un 33,4% no eren unitats familiars. En el 29,9% dels habitatges hi vivien persones soles el 13,3% de les quals corresponia a persones de 65 anys o més que vivien soles. El nombre mitjà de persones vivint en cada habitatge era de 2,44 i el nombre mitjà de persones que vivien en cada família era de 3,05.
Per edats la població es repartia de la següent manera: un 30,3% tenia menys de 18 anys, un 8,6% entre 18 i 24, un 28,4% entre 25 i 44, un 19,5% de 45 a 60 i un 13,2% 65 anys o més.
L'edat mediana era de 33 anys. Per cada 100 dones de 18 o més anys hi havia 87,3 homes.
La renda mediana per habitatge era de 28.553 $ i la renda mediana per família de 33.906 $. Els homes tenien una renda mediana de 24.911 $ mentre que les dones 20.000 $. La renda per capita de la població era de 14.052 $. Entorn del 12,2% de les famílies i el 13,7% de la població estaven per davall del llindar de pobresa.

## Poblacions més properes
El següent diagrama mostra les poblacions més properes.